# Morti nel 1139
| Questa pagina contiene informazioni ricavate automaticamente dalle voci biografiche con l'ausilio del template Bio e di un bot. L'aggiornamento è periodico e automatico e ricostruisce completamente la pagina. Se manca una persona in questa lista, sei pregato di non aggiungerla, ma accertati piuttosto che la sua voce biografica contenga il template Bio e che i dati anagrafici siano correttamente compilati. Se il template Bio manca, inseriscilo tu stesso o, in alternativa, metti l'avviso {{tmp\|Bio}} che ne segnala la mancanza. Se i dati riportati sono sbagliati, correggi direttamente la voce biografica; le modifiche saranno visibili in questa lista entro pochi giorni. Per chiarimenti vedi il progetto biografie. La lista contiene solo le 19 persone che sono citate nell'enciclopedia e per le quali è stato implementato correttamente il template Bio. Pagina aggiornata al 10 ago 2025. |

- 14 gennaio - Simone I di Lorena, duca francese
- 25 gennaio - Goffredo I di Lovanio, nobile
- 18 febbraio - Jaropolk II di Kiev, principe (n. 1082)
- 4 aprile - Eufemia di Kiev, nobildonna ucraina
- 30 aprile - Rainulfo di Alife, nobile normanno
- 20 giugno - Giovanni da Matera, monaco cristiano italiano
- 30 giugno - Ottone di Bamberga, vescovo cattolico tedesco
- 16 luglio - Valerano della Bassa Lorena, conte
- 19 agosto - Goffredo I di Namur, nobile francese
- 20 ottobre - Enrico X di Baviera, nobile tedesco (n. 1108)
- 12 novembre - Magnus IV di Norvegia, re norvegese (n. 1115)
- 4 dicembre - Roger di Salisbury, vescovo cattolico britannico
- Cristina di Danimarca, regina (n. 1118)
- Gilles di Parigi, monaco cristiano, vescovo e cardinale francese
- Al-Badi' al-Asturlabi, astronomo arabo
- Ida di Lovanio, contessa
- Sigurd Slembedjakn, norvegese (n. 1100)
- Stefano di Baugé, vescovo cattolico francese
- William d'Aubigny, nobile